# Mikio Jahara
Mikio Jahara (矢原 美紀夫, Jahara Mikio, * 4. dubna 1947) je legendární a kontroverzní japonský expert karate stylu Šótókan (松濤館) a vedoucí instruktor Světové federace karate Karatenomiči - KWF. V aréně je známý především pro předvádění katy Unsú (雲手)) a mimo žíněnky je známý především pro poražení 34 členů Jakuzy při jedné jediné potyčce (potyčka Archivováno 17. 3. 2008 na Wayback Machine.), kde dokázal zvrátit průběh boje ve své vítězství.
Poté, co graduoval na univerzitě Kokušikan (国士舘大学) se stal Kenšúsei (研修生), neboli mladým instruktorem, v JKA - Japonské asociaci karate a mezi lety 1974-1984 vyhrál mnoho soutěží.
Potkal Jódži Jamamoto, obdivovatele jeho stylu boje "jedna rána - jeden mrtvý", a v roce 2000 založili Světovou federaci Karatenomiči - KWF, aby mohli dále rozvíjet jeho filozofii karate. KWF je tradiční školou - odnož Šótókanu - která klade důraz především na technickou preciznost. Cílem karate je především být schopný zastavit, zranit nebo zabít útočníka použitím rukou a nohou. Mikio Jahara věnoval svůj život získání takové úrovně a síly techniky, aby byl schopný, pokud je to nutné, zničit oponenta jedinou ranou. Ve svých padesáti devíti letech vykonal zkoušku na 8. dan.

## Stránky s podobnou tematikou
- Karate (空手)
- Šótókan (松濤館)
- Světová federace Karatenomiči (空手の道)